# Gorna Banjica
Gorna Banjica (makedonsky: Горна Бањица, albánsky: Banjicë e Epërme, turecky: Yukari Banisa) je vesnice v Severní Makedonii. Nachází se v opštině Gostivar v Položském regionu.

## Demografie
Podle sčítání lidu z roku 2021 žije ve vesnici 3 436 obyvatel. Etnickými skupinami jsou:
- Turci – 1 053
- Makedonci – 839
- Albánci – 811
- Romové – 610
- Srbové – 1
- ostatní – 122